# The Christmas Chronicles
The Christmas Chronicles és una pel·lícula nadalenca dels Estats Units de comèdia familiar dirigida per Clay Kaytis des d'un guió de Matt Lieberman. És protagonitzada per Kurt Russell, Judah Lewis i Darby Camp.
La pel·lícula fou estrenada el 22 de novembre de 2018 per Netflix.

## Sinopsi
La Kate Pierce i el seu germà Teddy pretenen gravar Santa Claus durant la Nit de Nadal. Després de muntar-se d'amagatotis al seu trineu, provoquen un accident que podria arruïnar el Nadal. A partir d'aleshores els germans viuran amb Santa Claus i els seus fidels elfs tota una sèrie d'aventures per salvar el Nadal abans que sigui massa tard. Al final la Kate i en Teddy aconsegueixen salvar el Nadal i tornen a casa amb la seva mare. En Teddy, en obrir el regal que li va donar Santa Claus, comprèn la importància del Nadal.

## Repartiment
- Kurt Russell: Pare Noel
- Judah Lewis: Teddy Pierce
- Darby Camp: Kate Pierce
- Oliver Hudson: Doug, pare d'en Teddy i la Kate
- Kimberly Williams-Paisley: Claire Pierce, mare d'en Teddy i la Kate
- Lamorne Morris: Mikey Jameson
- Martin Roach: Dave Povenda
- Goldie Hawn: Sra. Claus
- Vella Lovell: Wendy
- Lauren Collins: dona en una altra taula
- Jameson Kraemer: Freddy
- Tom Kane: el narrador.